# أولاد عبادي (انخيلة)
أولاد عبادي هي إحدى مشيخات المملكة المغربية، تتبع جغرافيا لإقليم سطات وإداريًا لانخيلة. يقدر عدد سكانها بـ 6818 نسمة حسب الإحصاء الرسمي للسكان والسكنى لسنة 2004.